# Star Trek III - Alla ricerca di Spock
Star Trek III - Alla ricerca di Spock (Star Trek III: The Search for Spock), noto nel fandom anche con le sigle TSFS o ST III, è un film di fantascienza del 1984 per la regia di Leonard Nimoy; è il terzo episodio cinematografico derivato dalla serie televisiva di Star Trek.
È il primo film della serie a essere stato diretto dall'attore Leonard Nimoy, che accettò la richiesta dei produttori di riprendere il suo ruolo di Spock a patto di assumere la regia. Il film riscosse un buon successo commerciale, consentendo a Nimoy di tornare a dirigere il successivo capitolo Rotta verso la Terra.

## Trama
La nave stellare USS Enterprise rientra al molo spaziale della Terra gravemente danneggiata dal recente scontro con il malvagio Khan, che ha fallito il tentativo di distruggerla detonando il dispositivo Genesis per la terraformazione. L'esplosione prodotta ha però tramutato la nebula Mutara in un fertilissimo pianeta, chiamato appunto Pianeta Genesis, sulla cui superficie è stata spedita la bara contenente Spock, caduto durante la battaglia contro Khan.
Una volta rientrato, l'ammiraglio Kirk viene informato dall'Ammiraglio Morrow che l'Enterprise, che ha raggiunto i 40 anni di età, non sarà più riparata ma messa in disarmo; di conseguenza l'ingegnere Scott viene trasferito sulla USS Excelsior, la nuovissima nave della flotta. Nel frattempo, il medico di bordo Leonard McCoy inizia improvvisamente a comportarsi in modo strano e violento, apparendo squilibrato e venendo così rinchiuso in isolamento.
Intanto il figlio di Kirk, David Marcus, e la Tenente Saavik raggiungono il nuovo pianeta Genesis a bordo della USS Grissom, iniziando a compiere ricerche scientifiche. Rilevando sulla superficie una forma di vita, David e Saavik si teletrasportano sul pianeta scoprendo che il corpo di Spock è stato rigenerato dall'effetto del Genesis, tornando così in vita; egli appare inizialmente sotto le sembianze di un bambino vulcaniano, ma sorprendentemente non possiede la personalità di Spock. I due scienziati si accorgono però che l'evoluzione del pianeta Genesis continua ad un ritmo sempre più accelerato, e che anche Spock sta crescendo rapidamente: David ammette quindi di avere inserito nel dispositivo Genesis della "protomateria", una sostanza instabile, e pertanto il pianeta finirà presto sull'orlo della distruzione, e Spock con esso, essendo infatti legato all'invecchiamento di Genesis.
Proprio in quel momento fa il suo arrivo uno sparviero klingon al comando dello spietato Kruge, il quale è convinto che il Genesis sia un'arma potentissima congegnata dalla Flotta Stellare. Il comandante Klingon fa distruggere la Grissom e si teletrasporta sulla superficie del pianeta, raggiungendo e catturando Spock, David e Saavik.
Nel frattempo, sulla Terra, Kirk riceve la visita di Sarek, padre di Spock, grazie al quale scopre che il vulcaniano, prima di morire, aveva trasferito il suo katra (lo "spirito vivente") in McCoy. Sarek chiede quindi a Kirk di recuperare il corpo di Spock su Genesis e di portarlo su Vulcano, assieme allo stesso McCoy dal quale dovrà essere recuperato il katra, che altrimenti potrebbe anche provocare la morte del dottore. Disobbedendo agli ordini prestabiliti dalla Flotta, Kirk assieme ai membri più fedeli del suo vecchio equipaggio libera McCoy e fa sabotare la USS Excelsior per impedire di essere seguito, dopodiché ruba l'Enterprise con la quale si dirige verso Genesis.
Giunta sull'orbita del pianeta, l'Enterprise è costretta a uno scontro a fuoco con lo sparviero klingon, ma a causa di un'avaria agli scudi, viene messa fuori combattimento. Kruge intima a Kirk di arrendersi, ma prima gli consente di parlare con gli ostaggi sulla superficie del pianeta: David avverte quindi suo padre del fallimento dell'esperimento Genesis e gli chiede di non cedere, al che Kruge, per dimostrare la serietà delle sue minacce, ordina l'esecuzione di uno degli ostaggi; ad essere ucciso è proprio David, nel tentativo di difendere Saavik e Spock. Sconvolto, Kirk decide allora di tentare un'ultima disperata mossa e così prima comunica la sua resa ai Klingon, ma intanto attiva il sistema di autodistruzione dell'Enterprise, dopodiché si teletrasporta, assieme al suo equipaggio, sulla superficie di Genesis. Una volta abbordata la nave della Federazione, i soldati di Kruge si accorgono troppo tardi della trappola: l'Enterprise esplode in orbita uccidendo i Klingon a bordo e precipita in fiamme su Genesis, mentre Kirk e gli altri osservano la distruzione del prestigioso vascello sul quale avevano vissuto tante avventure, per poi raggiungere Saavik e Spock, uccidendo così anche i due Klingon che li tenevano prigionieri.
In quel momento però il pianeta inizia a destabilizzarsi, con Kirk e gli altri bloccati sulla sua superficie senza via di fuga. L'ammiraglio propone a Kruge – che era rimasto sullo sparviero – di metterli in salvo e in cambio gli svelerà il segreto di Genesis. Kruge accetta, scendendo sul pianeta e teletrasportando tutti nella sua nave, tranne Kirk e Spock. Jim e il comandante klingon ingaggiano allora un furioso combattimento corpo a corpo, dal quale Kirk esce vittorioso facendo precipitare Kruge in un fiume di lava, provocandone la morte.
Una volta eliminato il comandante klingon, Kirk e il suo gruppo si impossessano dello sparviero nemico e si allontanano a tutta velocità dal pianeta Genesis, che collassa definitivamente, e in questo modo portano in salvo Spock, che nel frattempo era invecchiato fino all'età che aveva al momento della morte. Il gruppo raggiunge così il pianeta Vulcano, dove il katra e il corpo rigenerato di Spock vengono infine riuniti attraverso un antichissimo e complesso rito vulcaniano chiamato “fal tor pan”. In tal modo Spock torna in vita, benché all'inizio fatichi a ricordare i suoi compagni; tuttavia dopo un breve dialogo con Kirk, il vulcaniano sembra finalmente riconoscere il suo vecchio amico.

## Produzione

### Cast
- William Shatner, nel ruolo dell'ammiraglio James T. Kirk.[2]
- DeForest Kelley ,nel ruolo dell'ufficiale medico Leonard McCoy.[2]
- James Doohan, nel ruolo del comandante Montgomery Scott.[2]
- George Takei, nel ruolo del tenente comandante Hikaru Sulu.[2]
- Walter Koenig, nel ruolo del tenente comandante Pavel Chekov.[2]
- Nichelle Nichols, nel ruolo del tenente comandante Nyota Uhura.[2]
- Mark Lenard, nel ruolo dell'ambasciatore Sarek.[2]
- Merritt Butrick, nel ruolo del dott. David Marcus.[2]
- Judith Anderson, nel ruolo di T'Lar.[2]
- Robin Curtis, nel ruolo del tenente Saavik.[2]
- Christopher Lloyd, nel ruolo del comandante Kruge.[2]
- Leonard Nimoy, nel ruolo di Spock

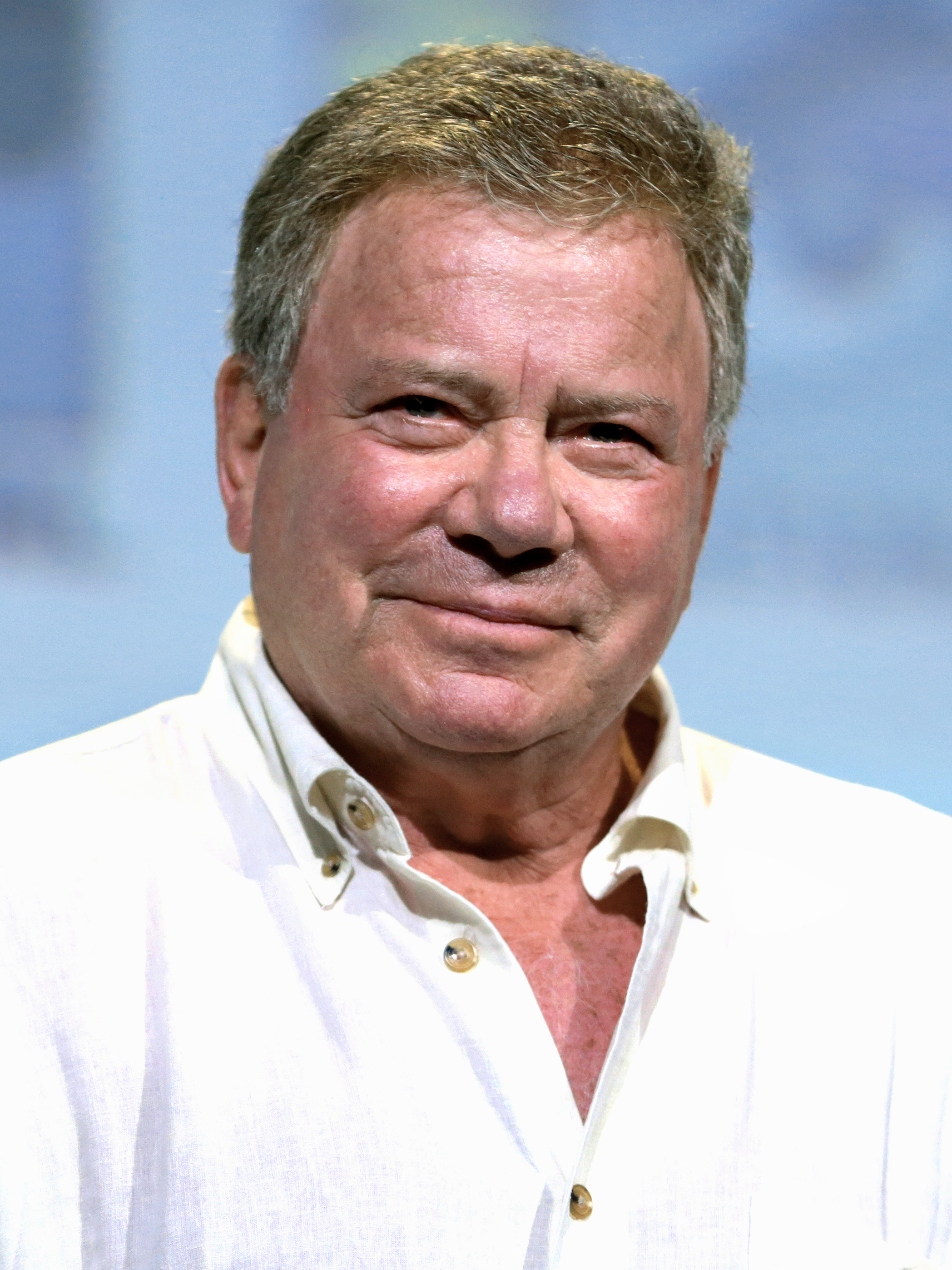
William Shatner, interprete di James T. Kirk
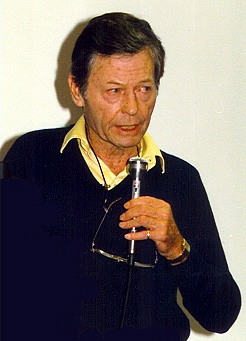
DeForest Kelley, interprete di Leonard McCoy
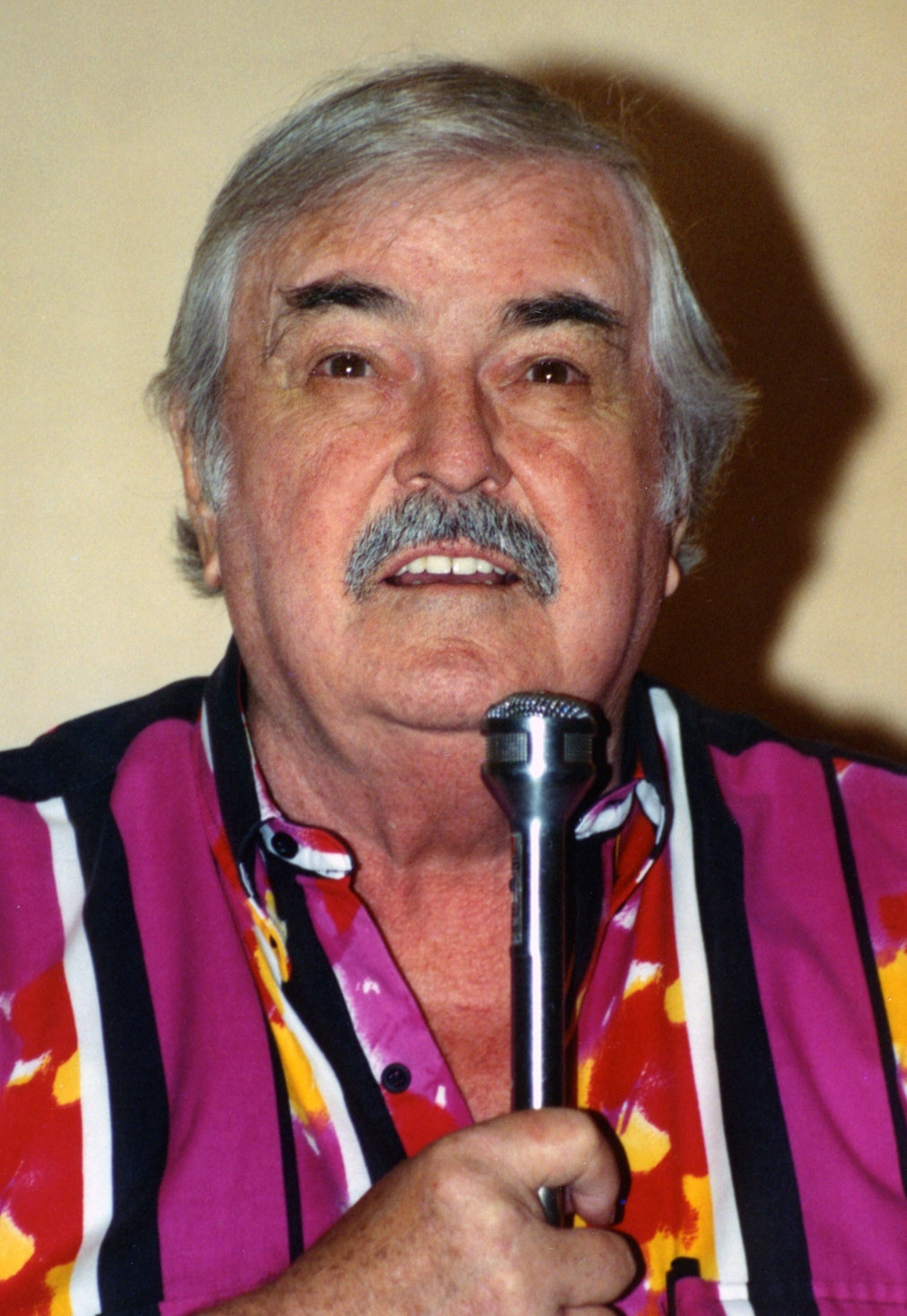
James Doohan, interprete di Montgomery Scott
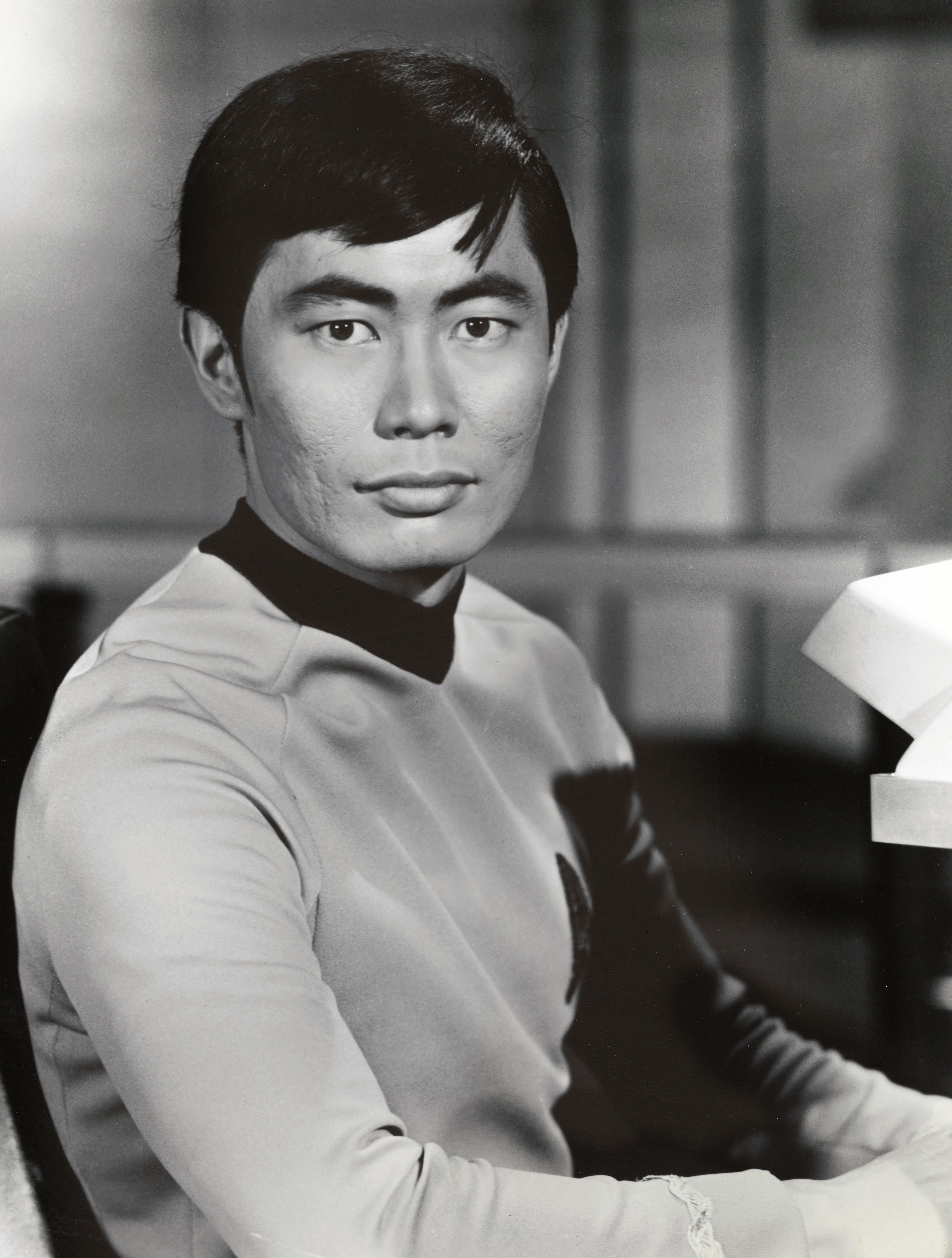
George Takei, interprete di Hikaru Sulu
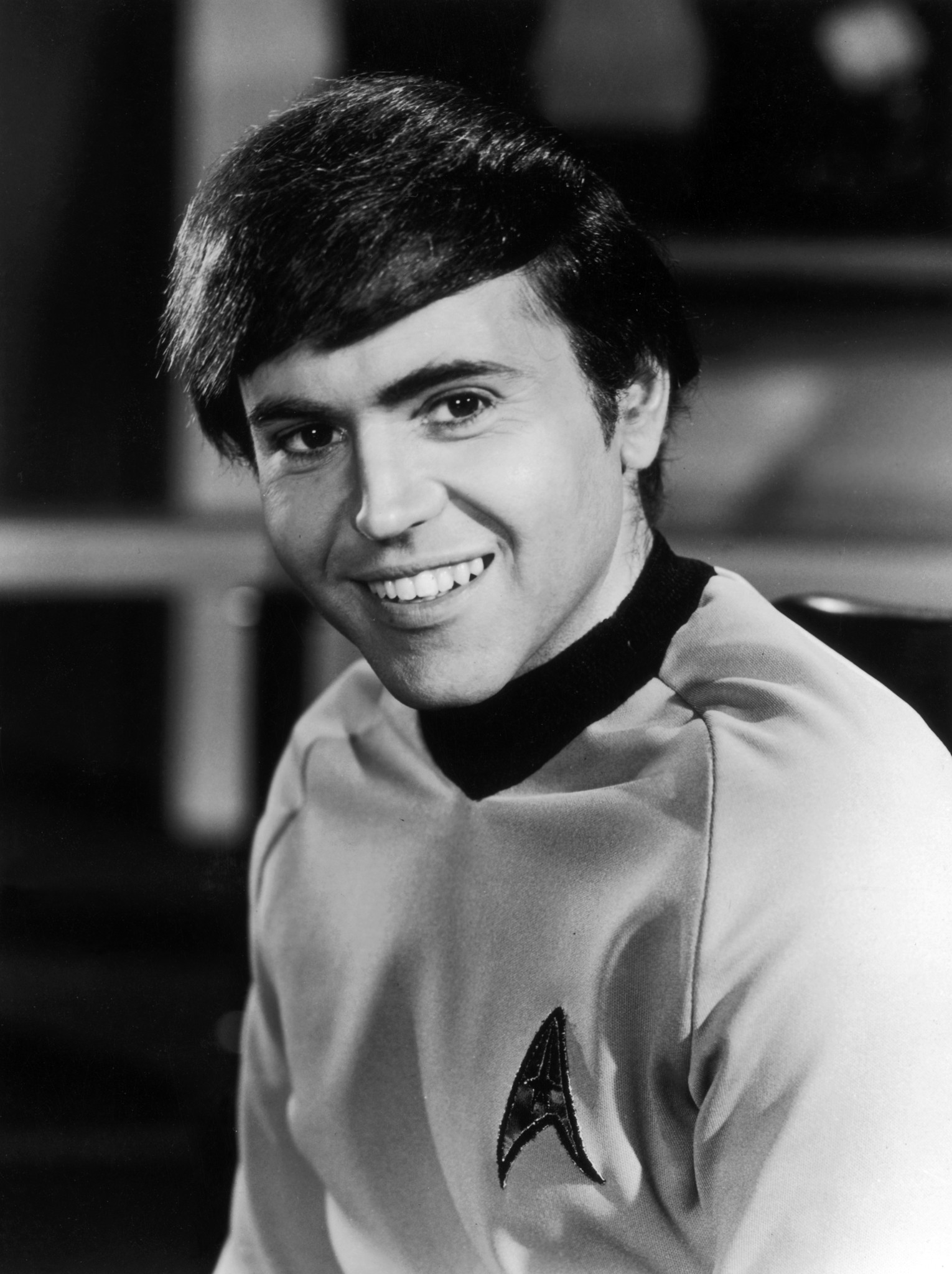
Walter Koenig, interprete di Pavel Chekov
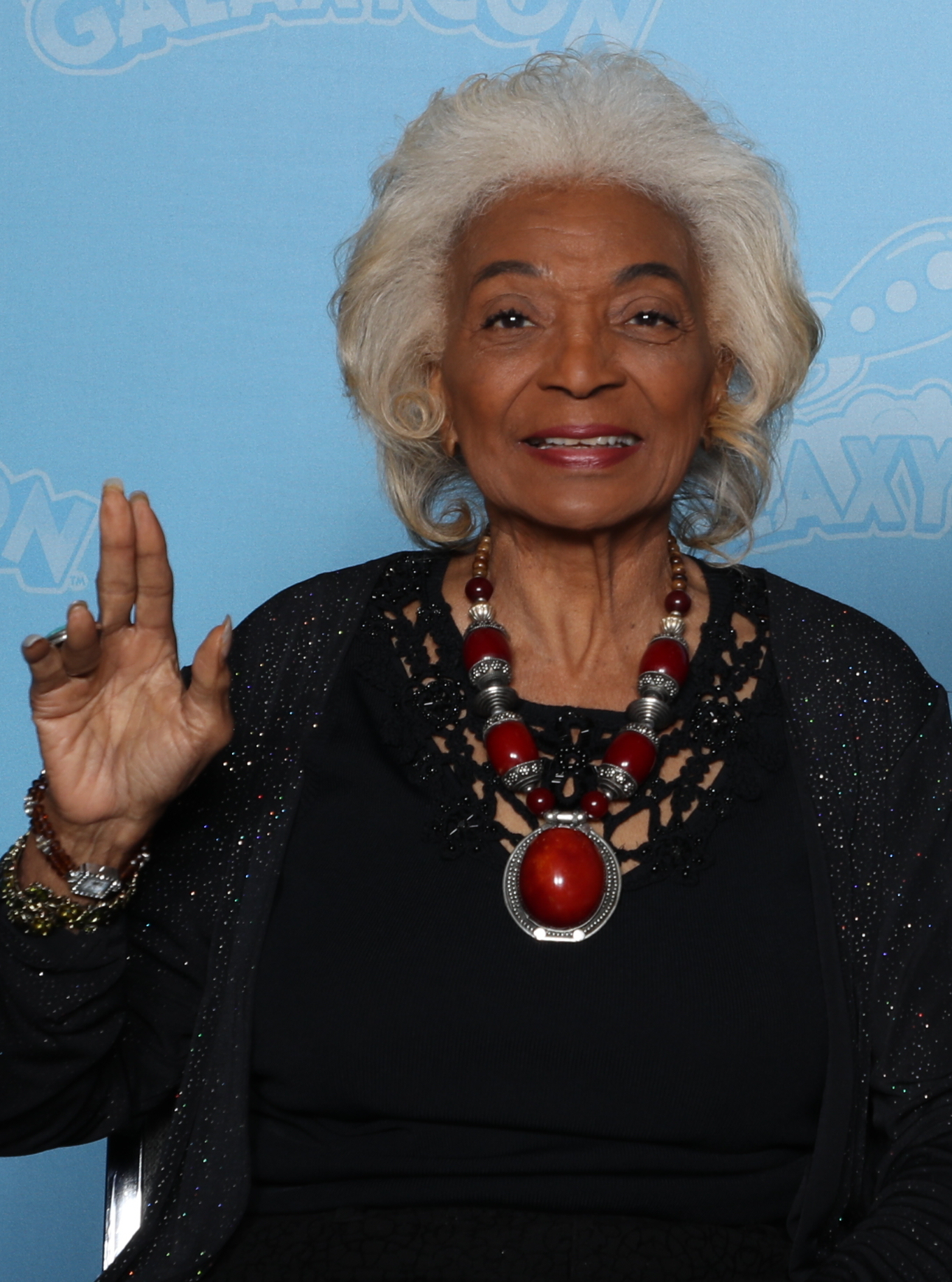
Nichelle Nichols, interprete di Uhura
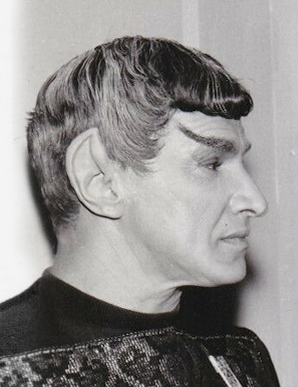
Mark Lenard, interprete di Sarek
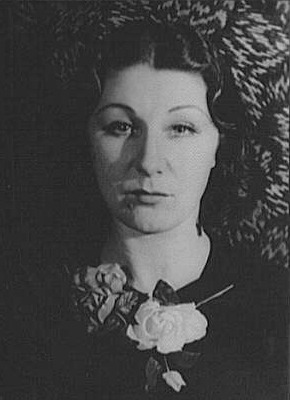
Judith Anderson, interprete di T'Lar
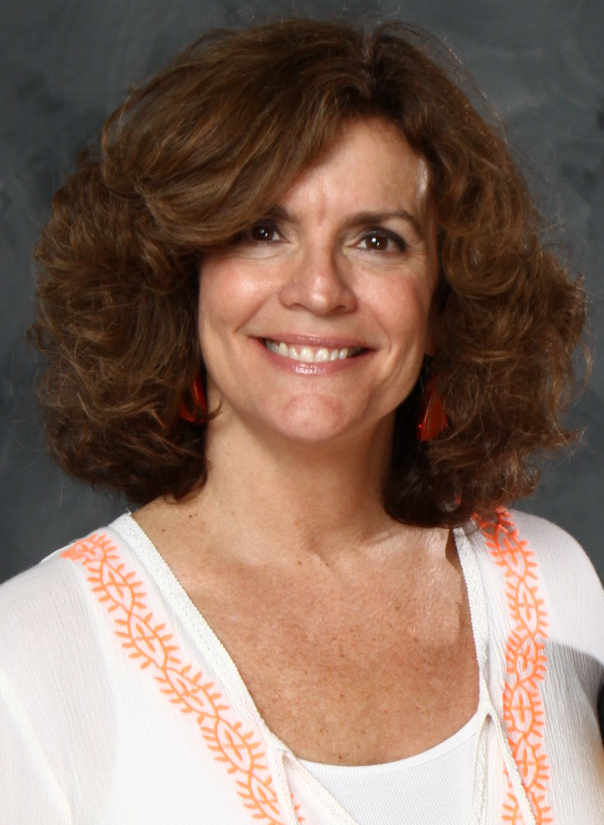
Robin Curtis, interprete di Saavik
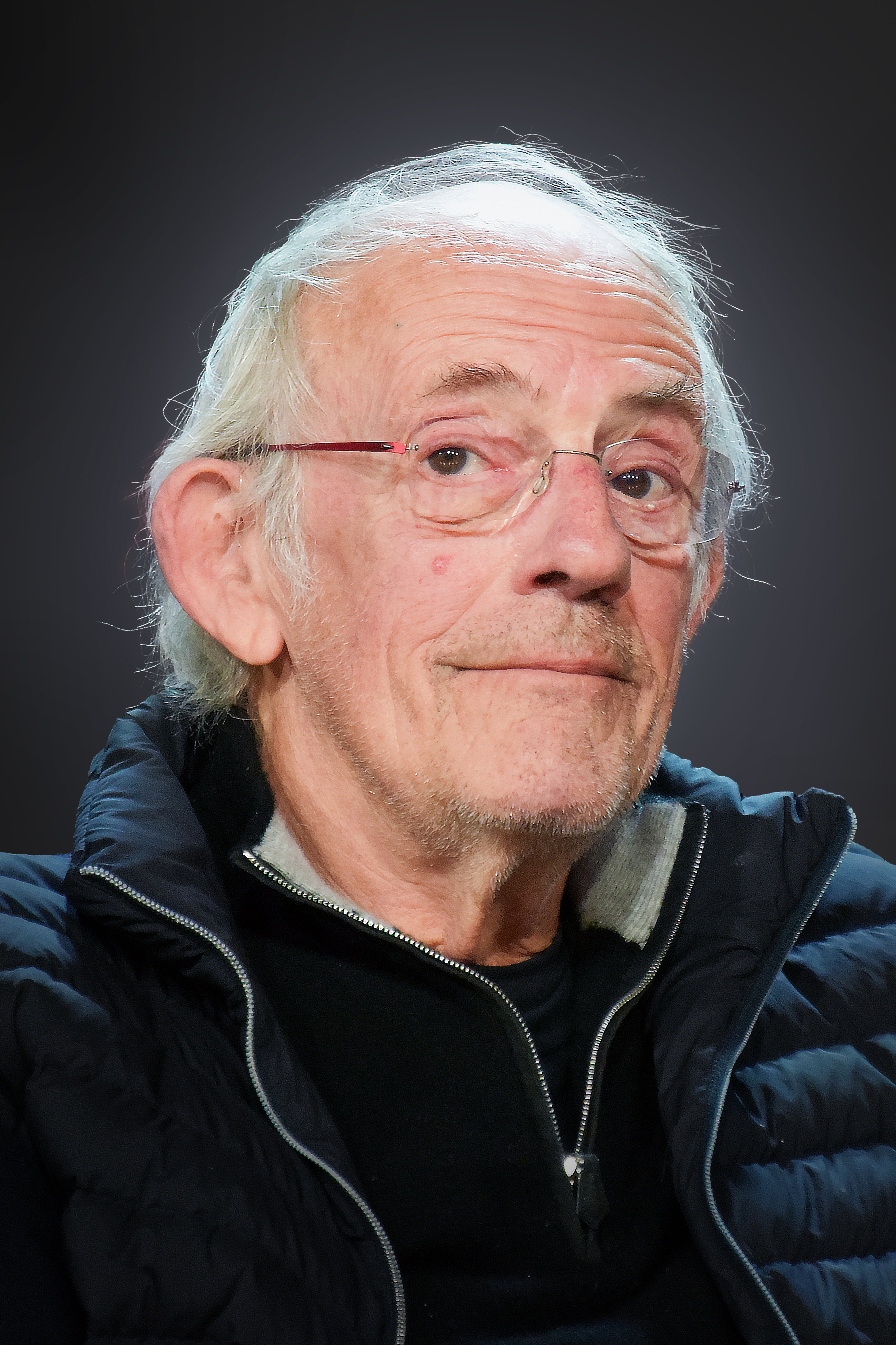
Christopher Lloyd, interprete di Kruge
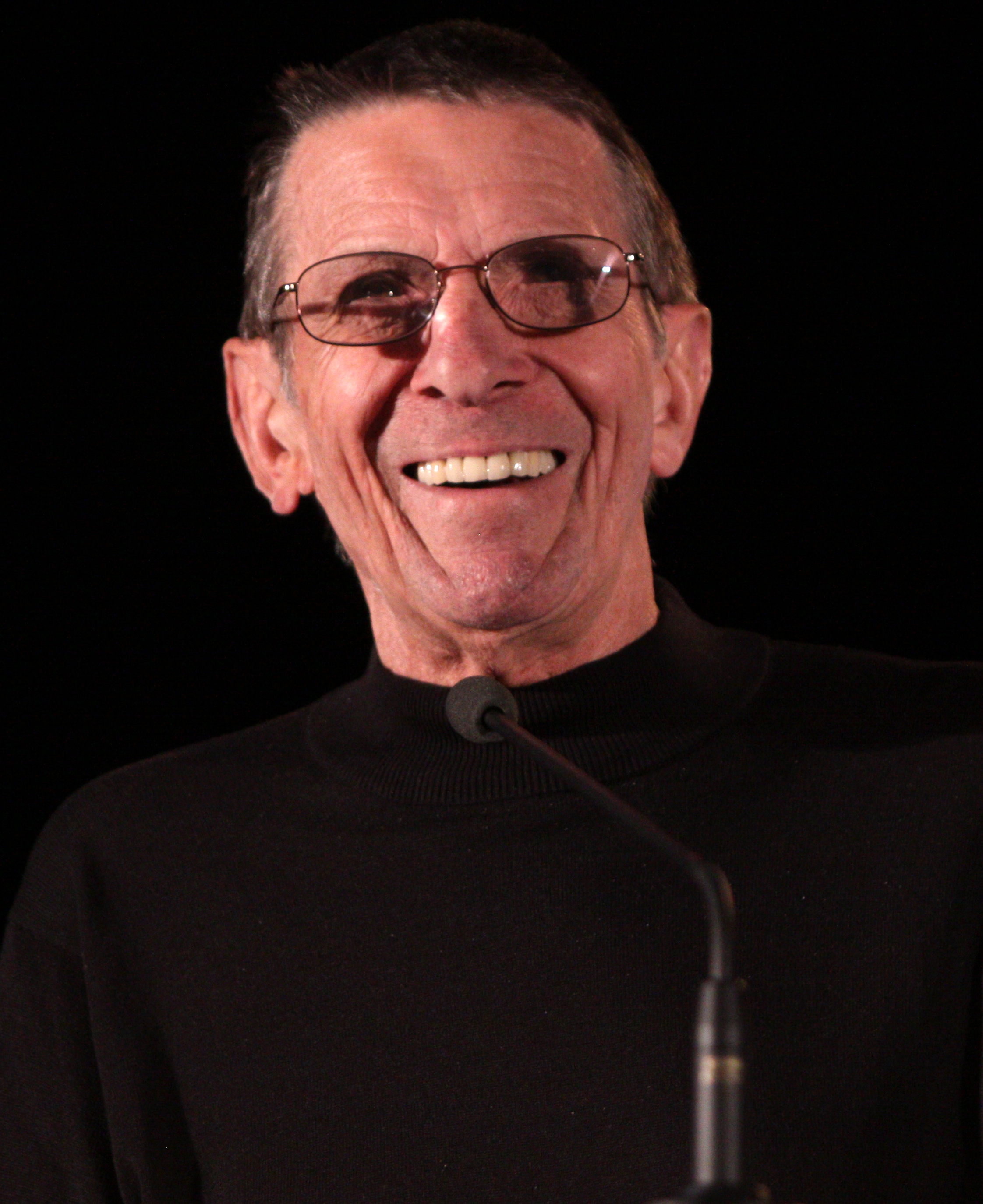
Leonard Nimoy, interprete di Spock

## Distribuzione

### Edizione italiana
La direzione del doppiaggio è di Renato Izzo e i dialoghi italiani sono curati da Giorgio Piferi per conto della International Recording, in collaborazione della Gruppo Trenta.

## Accoglienza

### Pubblico
Il film, costato 17 milioni di dollari, ne ha incassati al botteghino 76 negli Stati Uniti (oltre 16 solo nel weekend di apertura negli USA), per un totale mondiale di 87; a questi si sono sommati nel tempo 48 milioni di dollari per i noleggi nell'home video.

### Critica
Alla ricerca di Spock ha riscontrato un giudizio generale positivo. Su Rotten Tomatoes ha l'indice di gradimento del 79%.
Richard Schickel, nella sua recensione per il Time, elogiò la pellicola descrivendola come "La prima space opera che merita quel termine nel senso più grandioso."
Roger Ebert diede il voto di 3 stelle su 4 giudicandolo "Bello, ma non grandioso." Ebert scrisse che il film gli è sembrato un compromesso fra le due precedenti pellicole di Star Trek che contiene la spettacolarità del primo film e la drammaticità del secondo film.
Fantafilm scrive: "Un vero e proprio seguito del film precedente, costruito ad hoc per riportare nel gruppo storico dei protagonisti una delle figure più carismatiche della saga, la cui inaccettabile scomparsa aveva suscitato un immenso ed unanime coro di proteste tra gli appassionati. [...] Il gruppo [dei protagonisti], ricompattato, torna al consueto ed immutabile cliché (del quale in sostanza è prigioniero), e che non ammette derive di alcun genere."

## Riconoscimenti
- 1985 – Premio Hugo[8]
  - Candidatura per la miglior rappresentazione drammatica
- 1985 – Saturn Award
  - Candidatura per il miglior film di fantascienza
  - Candidatura per il miglior attore a William Shatner
  - Candidatura per la miglior regia a Leonard Nimoy
  - Candidatura per il miglior attrice non protagonista a Judith Anderson
  - Candidatura per i migliori costumi a Robert Fletcher
  - Candidatura per i migliori effetti speciali
- 2010 – Saturn Award
  - Miglior edizione DVD/Blu-ray per il cofanetto contenente i primi sei film della serie classica